# Siesel
De siesel, siezel of ziesel of zieselmarmot (Spermophilus citellus) is een middelgrote Europese grondeekhoorn uit de familie van de eekhoorns (Sciuridae), die graslanden in centraal en zuidoost Europa bewoont, van kortgrassteppen tot weideboomgaarden, en van zeeniveau tot een hoogte van 2.500 m. Ze leven in kolonies en graven holen om in te rusten, hun jongen op te laten groeien, te schuilen tegen gevaar en te overwinteren. Omdat de omvang van de populatie in veel delen van zijn verspreidingsgebied ernstige is achteruitgegaan, wordt de soort door de IUCN als "kwetsbaar" aangemerkt. Hij wordt ook beschermd door het Conventie van Bern (Bijlage II) en de Habitat- en soortenrichtlijn van de Europese Unie (Bijlagen II en IV).

## Beschrijving

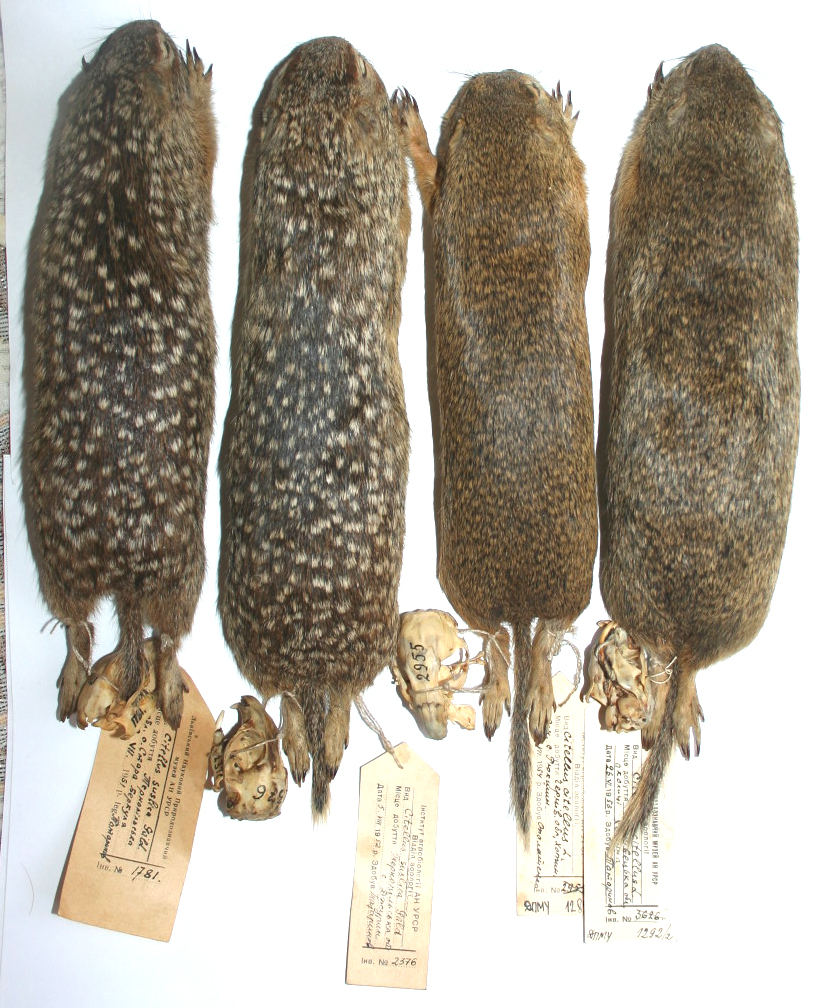
balgen waarop het patroon van lichte vlekken in wisselende mate zichtbaar is

De siesel is een middelgrote grondeekhoorn met een rond lichaam, korte staart (20-40% van de lengte van kop en lichaam) en een kleine oorschelp. De kop is bol van opzij met ongeveer 8 mm grote ogen en snorharen 
van 25-30 mm lang. De ogen staan ver uit elkaar aan de bovenkant van de kop en worden omgeven door een witachtige of gelige ring. De staart is rolrond aan de basis en onopvallend afgeplat voorbij het midden, waar de haren ongeveer 15 mm lang zijn. De staart mist een duidelijk kleurpatroon, met het bovenoppervlak grijsachtig, in wezen zoals de rug, iets donkerder aan de punt met een lichte rand. De hals, borst en buik zijn dof beige. De oorschelpen zijn kort met een onduidelijk punt bovenaan en dicht bedekt met fijne, korte haren op voor en achterkant, maar zonder kwastjes. De rug en zijkanten van het lichaam zijn meestal crèmekleurig, maar af en toe meer gelig, met de zijkanten en vooral de rug gemêleerd met zwart, en donkere en lichte gebieden langs het midden van de rug die meestal goed genoeg zijn gedefinieerd voor een effect van onduidelijke lichte vlekken van ongeveer 5 mm in diameter. De buik is meestal iets geler dan de zijkanten. De kruin en de bovenste helft van de wangen zijn grijs, met het lichte deel van de haren bleker dan op het lichaam en het donkere relatief duidelijker. De snuit heeft soms een roestige tint, en de zijkanten van de snuit en de onderste helft van de wangen helder witachtig of beige, doorlopend in de keel, het voorste deel van de borst en de binnenkant van de voorste poten. Voeten zijn geelachtig, met de klauwen tot 8 mm lang, en 4 vrij grote en kale kussentjes op handpalmen en voetzolen. De zeer kleine duimen hebben een nagel. De zolen zijn bedekt met korte zilverachtige haren van hiel tot de kussentjes. Siesels hebben 20 paar homologe chromosomen (2n=40).

### Ontwikkeling
De draagtijd van de siesel is gemiddeld 29 dagen in het veld en is iets langer naarmate de worpgrootte toeneemt. De kop-romplengte van pasgeborenen is ongeveer 5,7 cm, met een staart van ongeveer 8 mm en ze wegen ongeveer 5 g. De buik van pasgeborenen is lichtroze, de rug grijs, de ogen en oren zijn gesloten en het lichaam is kaal. De beharing breekt door na 15-17 dagen en de ogen gaan open tussen 22 en 25 dagen. Tussen 25 en 27 dagen na de geboorte kwomen de boven- en ondersnijtanden door en op dag 30 gaan de oren open. De groei stopt na ongeveer 8 weken, waarna vetreserves worden aangelegd voor de winterslaap. Jonge dieren kwomen voor het eerst uit hun hol als ze 25 dagen oud zijn. Jonge dieren blijven ongeveer een maand in hun geboortehol. Ze worden vanaf half juni gespeend. op een leeftijd van 7 tot 8 weken.

### Anatomie
De schedel van de siesel lijkt op die van de eekhoorn, maar is kleiner. De hersenpan is van bovenaf gezien breed ovaal, met een grootste breedte gelijk aan de lengte, en achteraan breder dan direct achter de ogen. De tandformule van een volwassen siesel is 1.0.2.31.0.1.3 × 2 = 22, dat wil zeggen een snijtand, geen hoektand, twee valse kiezen en drie ware kiezen in elke helft van de bovenkaak, en diezelfde elementen in de onderkaak behalve dat daar slechts een valse kies per kaakhelft aanwezig is. De voorste valse kies in de bovenkaak heeft slechts een wortel terwijl de overige kiezen elk verankerd zijn met drie wortels. De voorste valse kies in de onderkaak heeft twee wortels, en de overige kiezen zijn elk met het kaakbeen verbonden met wel vier wortels.
De ooglens is geel en laat geen ultraviolette straling door. Het netvlies bestaat voornamelijk uit kegeltjes en minder dan 3% van de zintuigcellen zijn staafjes. De soort is een dichromaat met maximale gevoeligheden in het blauw (440 nm) respectievelijk het groen (520-525 nm).
Net als bij andere gravende zoogdieren is de voorpoot van de siesel verbonden met goed ontwikkelde spieren, zoals de monnikskapspier. Drie anaalklieren scheiden een geur af die waarneembaar is bij de ingangen van holen, vooral tijdens het paarseizoen. De onderhuidse vetlaag is 2 tot 5 mm breed.

### Verschillen met verwante soorten
De siesel vormt samen met Spermophilus taurensis, Spermophilus xanthoprymnus, Spermophilus alashanicus, Daurische grondeekhoorn en gevlekte soeslik een groep nauw verwante soorten, waarvan het uiterlijk zo veel op elkaar kan lijken dat van sommige exemplaren niet kan worden bepaald tot welke soort ze behoren. De verspreidingsgebieden van deze soorten overlappen echter niet. Vergeleken met Spermophilus taurensis heeft de siesel een minder roodachtige vacht op de rug, meer gelig op de buikkant met een donkere streep langs de rugzijde, en een kortere achterpoot. De schedel van de siesel is minder hoekig dan die van S. xanthoprymnus, met zwarte haren op de rug. Siesel, S. taurensis en S. xanthoprymnus zijn duidelijk te onderscheiden op basis van hun alarmkreten.

## Taxonomie
De siesel is voor het eerst beschreven door Carl Linnaeus in zijn standaardwerk Systema naturae uit 1766, en hij noemde de soort Mus citellus. De Pruisische natuuronderzoeker Peter Simon Pallas maakte een fout toen hij deze naam aanhaalde in 1779, waardoor de naam Mus citillus is ontstaan. De Franse natuuronderzoeker Georges Cuvier meende in 1825 dat grondeekhoorns niet in hetzelfde geslacht thuishoren als de huismuis en stelde daarom de naam Spermophilus citellus voor, de huidige combinatie van geslachts- en soortnaam. Verschillende wetenschappelijk auteurs hebben gedurende de 20ste eeuw een aantal ondersoorten onderscheiden die allen op de Balkan voor zouden komen. De Russische zoölogen Vladimir en Evgenia Martino onderscheiden in 1929 Citellus citellus subsp. gradojevici uit Noord-Macedonië. De Roemeense zoöloog Raul Călinescu beschreef in 1934 een vorm uit zuidoostelijk Roemenië en gaf die de naam Citellus citellus subsp. istricus. In 1940 voegden Martino en Martino daar Citellus citellus subsp. karamani uit Noord-Macedonië en Citellus citellus subsp. laskarevi uit Servië aan toe. De Bulgaarse zoöloog Z. Peshev onderscheidde in 1955 een vorm uit het Rodopegebergte die hij ter ere van zijn Russische collega Citellus citellus subsp. martinoi noemde. G. Markov voegde daaraan Citellus citellus subsp. balcanicus uit de bergen ten zuiden van Sofia in 1957 aan toe. De Turkse zoöloog B. Mursaloğlu beschreef een ondersoort uit Europees Turkije in 1964 en gaf die de naam Citellus citellus subsp.  thracius. Tot slot beschreef de Griekse zoöloge Stella Fraguedakis-Tsolis een vorm uit het westen van de Griekse provincie Macedonië onder de naam Citellus citellus subsp. macedonicus in 1977. De siesel wordt ingedeeld bij de orde Rodentia, onderorde Sciuromorpha, familie Eekhoorns, onderfamilie Xerinae, stam Grondeekhoorns, geslacht Spermophilus. Het is onduidelijk of en hoeveel ondersoorten onderscheiden moeten worden.

### Naamgeving
Grondeekhoorns werden lang in het geslacht Citellus geplaatst, maar aangezien Spermophilus een oudere, geldig gepubliceerde naam is heeft deze voorrang. Voorheen werden alle grondeekhoorns ingedeeld bij Spermophilus maar sinds 2009 alleen de 14 soorten uit Eurazië. De geslachtsnaam is een samenvoeging van de Griekse woorden σπέρματος (spérmatos) "zaad" en φίλος (phílos) "geliefd". De soortnaam citellus is de gelatiniseerde vorm die is afgeleid van ziesel, het Duitse woord voor grondeekhoorn.

## Gedrag

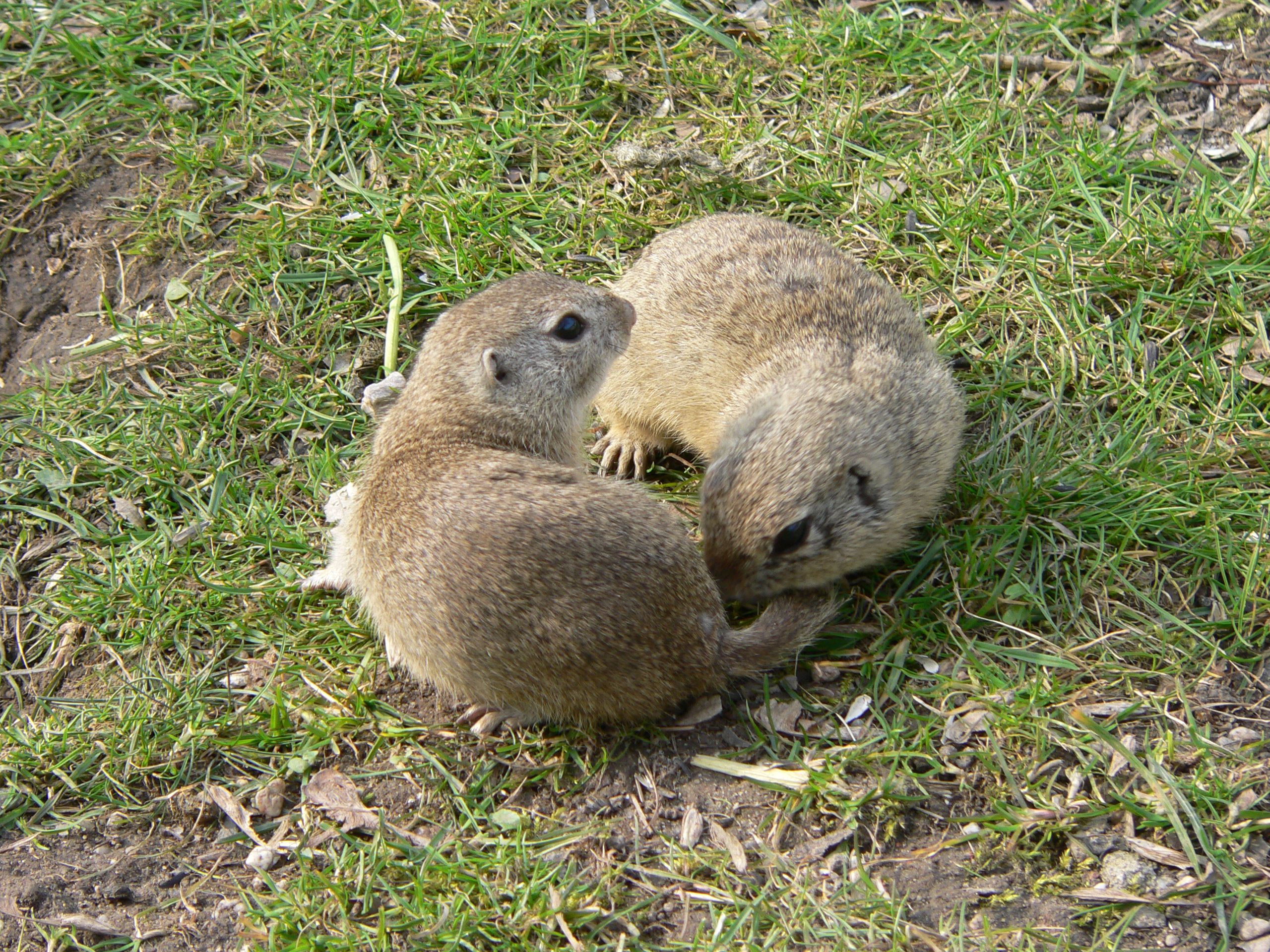
Twee siesel ruiken aan elkaar.

Alle siesels gaan in winterslaap, maar deze begint bij vrouwtjes meestal eerder, in augustus, eindigt later en duurt gemiddeld flink langer (24-25 weken) dan bij mannetjes (ruim 18 weken). Jongen die datzelfde jaar geboren zijn gaan het laatst in winterslaap, tussen begin september en eind oktober, zodat ze voldoende vet op kunnen slaan.

### Voortplanting
Vrouwtjes werpen jaarlijks slechts 1 nest, waarbij de nestgrootte bij het ontwaken uit hun geboortehol varieert van 2 tot 11 jongen/nest. De eerste worp van vrouwtjes is vaak kleiner dan die van oudere vrouwtjes. In het zuiden en wanneer de populatiedichtheid laag is, zijn de worpen groter. In Noord-Servië was het aandeel niet-voortplantende vrouwtjes minder dan 2%. Grote nesten komen meestal vroeg in het seizoen tevoorschijn, terwijl kleine nesten later verschijnen. Hoewel de meeste vrouwtjes geslachtsrijp zijn na hun eerste winterslaap, vindt de puberteit bij mannetjes plaats in hun tweede of derde jaar. Vrouwtjes paren binnen 3 weken na het ontwaken uit de winterslaap, tussen eind maart en half april om hun nakomelingen de tijd te geven te groeien en vet te worden voor de winter. Vrouwtjes met een laag gewicht bij het ontwaken uit de winterslaap worden later drachtig, waardoor ze minder nakomelingen krijgen en met name minder mannetjes. De paring vindt uitsluitend ondergronds plaats. Elk vrouwtje paart slechts met één mannetje.

## Ecologie
Siesels bewonen vooral kortgrassteppe, weilanden en graslanden (natuurlijk of antropogeen), met sporadische struiken en bomen, van zeeniveau tot 2500 m. De soort komt voor in droge laaglanden met zandige leem-löss humus en alluviale weidegronden. De soort is afwezig op jaarlijks geploegd akkerland en in hooggrasweides. Hij kan echter wel voorkomen in akkerranden, op boerenpaden, langs zand- of grindgroeven, op taluds en in andere door de mens veroorzaakte omgevingen. De soort heeft in de afgelopen decennia een tolerantie ontwikkeld voor hoge vegetatie, struiken en bomen. In Bulgarije is de soort te vinden op plaatsen met een gemiddelde jaartemperatuur tussen 10°C en 13°C. In Macedonië wordt de soort geassocieerd met droge, warme, open plaatsen met diepe grond die regelmatig worden begraasd door huisdieren, terwijl hij afwezig is in steenachtige, geërodeerde hellingen en laaglanden met een hoge grondwaterstand. Planten die in het leefgebied van de siesel aan de Zwarte Zeekust van Bulgarije het grootste deel van de biomassa uit maken zijn absintalsem, akkerdravik, akkerwinde, handjesgras, straatliefdegras, reigersbek, geel walstro, hopklaver, grote klaproos, smalle weegbree, smal beemdgras, gewoon varkensgras, bossalie, Andropogon ischaemum, Euphorbia rupestris, Festuca pseudovina, Filipendula hexapetala, Marrubium peregrinum, Medicago orbicularis en Thymus marschallianus.

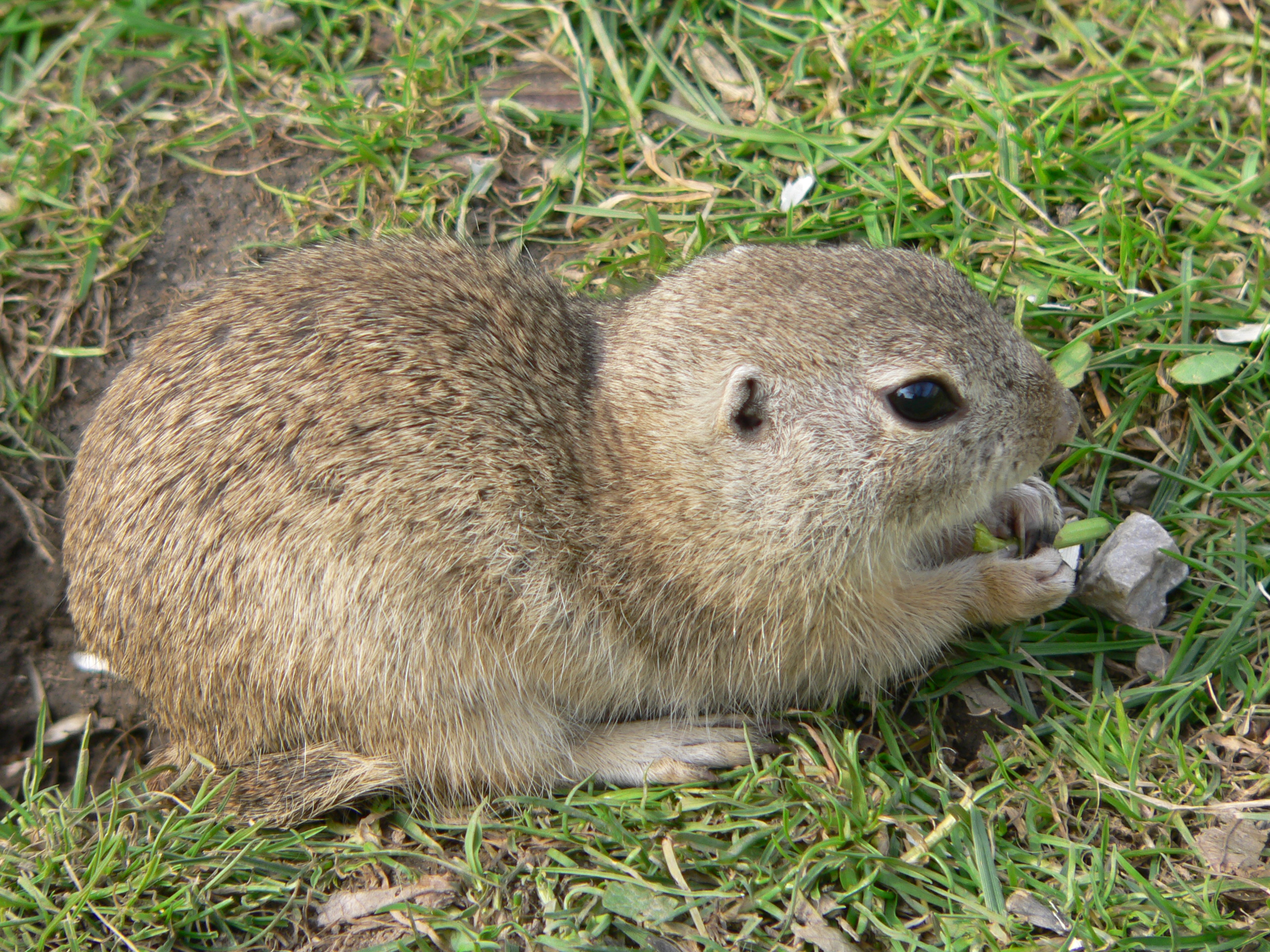
Siesel die blad eet.

Siesels zijn overwegend herbivoor en eten groene bladeren, bloemen, zaden, wortels en scheuten, maar kan ook geleedpotigen in zijn dieet hebben. Grassen, vlinderbloemigen en composieten vormen samen minstens een derde van het dieet, soms het totale dieet. Enkele siesels in een recreatiegebied in Oostenrijk foerageerden tot 75% op paardenbloemen en schakelden over op 50% klaver toen dit overvloedig aanwezig werd. Paardenbloem- en klaversoorten bevatten grotere hoeveelheden water, calcium en magnesium dan het minder geliefde Engels raaigras. Indien beschikbaar, voedt de soort zich ook met landbouwgewassen (zaailingen, granen, fruit, zaden, wortels, bollen en knollen). Kleine gewervelde dieren en eieren van op de grond broedende vogels worden af en toe door siesels gegeten. De soort lijkt geen voedsel op te slaat voorafgaand aan de winterslaap, zodat ze blijkbaar volledig overleven op het opgeslagen lichaamsvet. Jonge eekhoorns beginnen zich te voeden met grassen en kruiden kort nadat ze uit hun geboorteholen zijn gekomen.
Soorten die jagen op siesels zijn onder andere de zwarte wouw, sakervalk, torenvalk, slechtvalk, bastaardarend, keizerarend, savannearend, dwergarend, havik, sperwer, bruine kiekendief, blauwe kiekendief, grauwe kiekendief,  buizerd, grote trap, hermelijn, steppebunzing, wezel, bunzing, gevlekte bunzing, vos, steenmarter, ekster, zwarte kraai en verwilderde huiskatten. De lage dichtheid van siesels heeft kennelijk geleid tot een afname van de keizerarend, de bosarend, de sakervalk en de steppebunzing in Bulgarije, Roemenië, Oekraïne en Slowakije. Men denkt dat siesels predatie vermijden door hun holen bij het in- en uitgaan met zand te blokkeren. Holen van siesels worden gebruikt door kevers en padden. De coprofage kevers Ontophagus vitulus en Aphodius citellorum voeden zich met sieseluitwerpselen.

## Verspreiding
Oorspronkelijk een steppebewoner van Zuidoost-Europa, maar de siesel heeft zich aangepast aan de cultuursteppen en akkergronden van Midden-Europa. Ze komen tegenwoordig voor van Oostenrijk, Hongarije, Tsjechië, Slowakije, Zuid-Polen en Oost-Duitsland tot Joegoslavië, Griekenland en de westkust van de Zwarte Zee, en in Turkije, tot 2200 meter hoogte in de Balkan. Ze zijn afhankelijk van grond waarin makkelijk holen te graven zijn en waar veel vegetatie op groeit.